# Dolič (gmina Kuzma)
Dolič – wieś w Słowenii, w gminie Kuzma. Według danych szacunkowych Urzędu Statystycznego Słowenii, 1 stycznia 2018 roku miejscowość liczyła 365 mieszkańców.